# Victoria Bieneck
Victoria Bieneck (* 26. März 1991 in Weilheim in Oberbayern) ist eine ehemalige deutsche Volleyball- und Beachvolleyballspielerin.

## Karriere Halle
Victoria Bieneck wuchs im hessischen Schweinsberg (Stadtallendorf) auf und spielte ab 2000 Volleyball in der Halle beim TV Wetter. 2006 kam sie ins Juniorinnen-Nachwuchsteam vom VC Olympia Berlin, wo sie ab 2007 in der 1. Bundesliga spielte. Mit der Nationalmannschaft gewann sie 2007 die U18-Europameisterschaft. 2009 wechselte Victoria Bieneck zum Ligakonkurrenten Köpenicker SC. Die Außenangreiferin war hier bis 2011 aktiv, um sich dann auf den Beachvolleyball zu konzentrieren.

## Karriere Beach
Victoria Bieneck spielte im Sand von 2004 bis 2006 mit ihrer Schwester Felicitas auf nationalen Turnieren, vor allem bei Jugendmeisterschaften. Mit Marika Steinhauff startete sie von 2007 bis 2010 national und international und gewann mit ihr 2010 die Bronzemedaille bei den Studenten-Weltmeisterschaften in Alanya. Mit Laura Weihenmaier wurde Victoria Bieneck 2008 U18-Vizeeuropameisterin im griechischen Loutraki. Mit Christine Aulenbrock gewann sie 2009 die U19-Weltmeisterschaft in Alanya und 2012 die Bronzemedaille bei der U23-EM im niederländischen Assen. An der Seite von Chantal Laboureur belegte sie 2010 bei der U21-WM in Alanya Platz vier.
Von 2011 bis 2016 spielte Victoria Bieneck mit Julia Großner und gewann mit ihr 2012 die Smart-Supercups in Münster und in Frankfurt. Bei der deutschen Meisterschaft 2012 belegten Bieneck/Großner Platz sieben. Im ersten Turnier des Jahres 2013 belegte das Duo Bieneck/Großner beim CEV Satellite Turnier in Antalya (Türkei) den vierten Platz. Zusammen mit Isabel Schneider wurde sie in Polen U23-Weltmeisterin. Bei der WM in Stare Jabłonki erreichten Bieneck/Großner die Hauptrunde, wo sie gegen die Italienerinnen Cicolari/Menegatti ausschieden. Bei der deutschen Meisterschaft 2013 belegten Bieneck/Großner Platz fünf. 2014 gelang Bieneck/Großner bei den Anapa Open in Russland der erste Sieg auf der FIVB World Tour. Bei der Europameisterschaft und der deutschen Meisterschaft wurden sie 2014 jeweils Vierte. 2015 und 2016 gab es für Bieneck/Großner zahlreiche Top-Ten-Platzierungen auf der FIVB World Tour sowie jeweils Platz fünf bei den deutschen Meisterschaften.
Seit 2017 bildete Victoria Bieneck mit Isabel Schneider ein neues deutsches Nationalteam. Sie trainierten am Bundesstützpunkt in Hamburg und traten vorwiegend auf der FIVB World Tour an. Hier wurden sie Dritte in Xiamen (3-Sterne), Vierte in Moskau (3-Sterne) sowie Neunte in Poreč in Gstaad (beide 5-Sterne). Bei der Weltmeisterschaft in Wien erreichten Bieneck/Schneider als Gruppendritte die Lucky-Loser-Runde, in der sie gegen die Chinesinnen Xue/Wang ausschieden. Bei der Europameisterschaft in Jūrmala erreichten Bieneck/Schneider als Gruppenzweite die erste Hauptrunde, in der sie den späteren Europameisterinnen Glenzke/Großner unterlagen und Platz 17 belegten. Bei der deutschen Meisterschaft wurden sie Vierte. Auf der World Tour 2018 hatten Bieneck/Schneider ausnahmslos Top-Ten-Platzierungen, wobei zwei vierte Plätze in Fort Lauderdale und Ostrava herausragten. Bei der Europameisterschaft in den Niederlanden wurden sie Fünfte. Anfang September wurden Bieneck/Schneider in Timmendorfer Strand deutsche Meisterinnen. Auch auf der World Tour 2019 wurden sie Neunte in Sydney und Fünfte in Kuala Lumpur (jeweils 3 Sterne) sowie Neunte in Tokio (4 Sterne). Bei der Weltmeisterschaft in Hamburg erreichten sie die erste K.-o.-Runde und belegten den 17. Platz. Bei der deutschen Meisterschaft 2019 mussten sie sich im Viertelfinale den späteren Siegerinnen Borger/Sude geschlagen geben. Anschließend erreichten sie beim FIVB-4-Sterne-Turnier in Rom als Neunte ein weiteres Top-Ten-Ergebnis. 2020 erreichten Bieneck/Schneider bei der deutschen Meisterschaft Platz vier und bei der Europameisterschaft in Jūrmala Platz fünf.
Auf der World Tour 2021 erreichten Bieneck/Schneider mehrmals Platz neun. Im August wurden sie bei der Europameisterschaft in Wien Fünfte. Anschließend erreichten sie beim nationalen „King of the Court“-Turnier in Hamburg Platz zwei. Nach einem fünften Platz bei der deutschen Meisterschaft Anfang September beendete Victoria Bieneck ihre professionelle Karriere.

## Privates
Victoria Bienecks Schwestern Felicitas und Constanze spielen auch Volleyball und Beachvolleyball.